# Tossal de les Batalles
El Tossal de les Batalles és una muntanya de 236 metres que es troba al municipi de Vilanova de Segrià, a la comarca catalana del Segrià.